# ISO 3166-2:GS

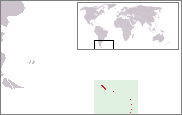
موقعیت جغرافیایی جزایر جورجیای جنوبی و ساندویچ جنوبی

کد ISO 3166-2:GS بخشی از استاندارد ایزو ۳۱۶۶ برای کشور جزایر جورجیای جنوبی و ساندویچ جنوبی است که توسط سازمان بین‌المللی استانداردسازی ISO تنظیم شده‌است این سازمان، کدهای استاندارد را برای تقسیمات کشوری (ایالتها یا استانهای) کشورهای فهرست شده در استاندارد ایزو ۳۱۶۶-۱ تعریف می‌کند.
هر کد شامل دو بخش می‌گردد که توسط علامت - جدا می‌گردند.
- بخش نخست GS که در ایزو ۳۱۶۶-۱ آلفا-۲ کد  کشور جزایر جورجیای جنوبی و ساندویچ جنوبی است.
- بخش دوم شامل یک یا دو یا سه حرف است که بیان‌کننده استان یا ایالت کشور جزایر جورجیای جنوبی و ساندویچ جنوبی می‌باشد.